# Jak přicházejí sny
Jak přicházejí sny (v anglickém originále What Dreams May Come) je americký dramatický film z roku 1998. Režisérem filmu je Vincent Ward. Hlavní role ve filmu ztvárnili Robin Williams, Cuba Gooding, Jr., Annabella Sciorra, Max von Sydow a Jessica Brooks Grant.

## Ocenění
Film byl oceněn Oscarem za nejlepší vizuální efekty. Nominován byl i v kategorii nejlepší výprava.

## Obsazení
| Robin Williams       | Christopher Nielsen   |
| Cuba Gooding, Jr.    | Albert Lewis          |
| Annabella Sciorra    | Annie Collins-Nielsen |
| Max von Sydow        | Tracker               |
| Jessica Brooks Grant | Marie Nielsen         |
| Josh Paddock         | Ian Nielsen           |
| Rosalind Chao        | Leona                 |
| Lucinda Jenney       | paní Jacobs           |